# 牛頓山
74°1′S 65°30′E / 74.017°S 65.500°E
牛頓山（英語：Mount Newton）是南極洲的山峰，位於麥克羅伯特森地，屬於查爾斯王子山脈的一部分，該山峰由澳大利亞探險隊根據空中照片被繪入地圖。